# Petrignano del Lago
Petrignano del Lago è una frazione del comune di Castiglione del Lago, in provincia di Perugia, situata lungo la strada etrusco-romana che da Chiusi, attraverso le colline del Trasimeno, si collega a Cortona ed Arezzo. Dista 12 km da Castiglione del Lago.
I suoi abitanti, 243, sono chiamati petrignanesi.
L'abitato si è sviluppato lungo la strada che collega Pozzuolo a Valiano, posta su un crinale che divide il versante della Val di Chiana dal versante della Valle del Trasimeno. Il sistema, in altitudine, oscilla intorno ai 350 metri s.l.m, con punto di apogeo posto in loc. Villa a 378 metri s.l.m.
Altre località prossime a Petrignano del Lago sono Giorgi e Giardini.

## Storia
Nel periodo medievale, fino al 1238, Petrignano fece parte di un dominio feudale appartenente a Guido ed Uguccione "Marchesi di Valiana" o Valiano. Successivamente, essendo ormai in decadenza la famiglia dei Marchesi, la proprietà di un terziere di Valiano fu acquistata dal Comune di Perugia che, aspirando ad assumere una posizione influente nella Signoria di Montepulciano, affidò il controllo del territorio della Chiana alla famiglia mercantile dei "Pecora".

### Poste del Chiugi

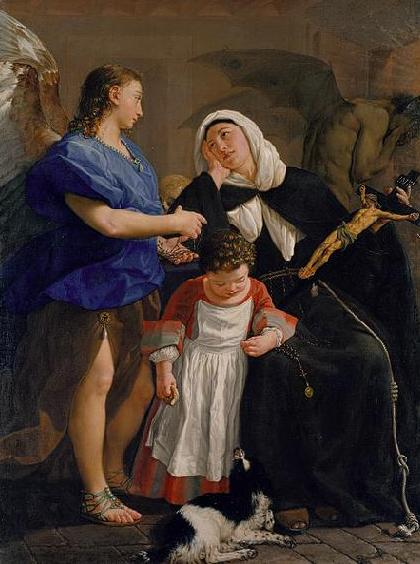
Margherita da Cortona

Fu proprio in questi luoghi che, nell'estate del 1272, ebbe luogo la vicenda giovanile di Margherita da Cortona, che in fuga dalla famiglia originaria di Laviano, si recò penitente a Cortona dopo la morte del suo seduttore. La tradizione agiografica posteriore identificò il seduttore di Margherita in Raniero (anagramma di Arsenio), ricco mercante di Montepulciano, rimasto ucciso nei boschi di Petrignano in seguito ad un agguato provocato dalle faide guelfo-ghibelline dell'epoca. Nelle contese tra Cortona e Perugia, le ville di Petrignano, Valiano e Laviano rimasero sotto il controllo della famiglia Pecora, protetta e remunerata dal comune di Perugia con la proprietà della tenuta di Valiano. Essa fu assegnata ai fratelli Jacopo e Niccolò, promossi "cavalieri" grazie all'aiuto prestato all'esercito dei peruggini durante la guerra tra Perugia e Siena, conclusasi con la pace del 1359, dopo la battaglia di Torrita.
Nel 1389 Petrignano, Valiano e Laviano vennero annoverate ufficialmente nell'elenco delle 14 Poste del Chiugi, (territorio sud-occidentale del Trasimeno) e dopo numerosi saccheggi ad opera delle Compagnie di ventura, rimasero appannaggio di Braccio da Montone fino al 1424, anno della sua morte.

### Valiano nei confini della Toscana

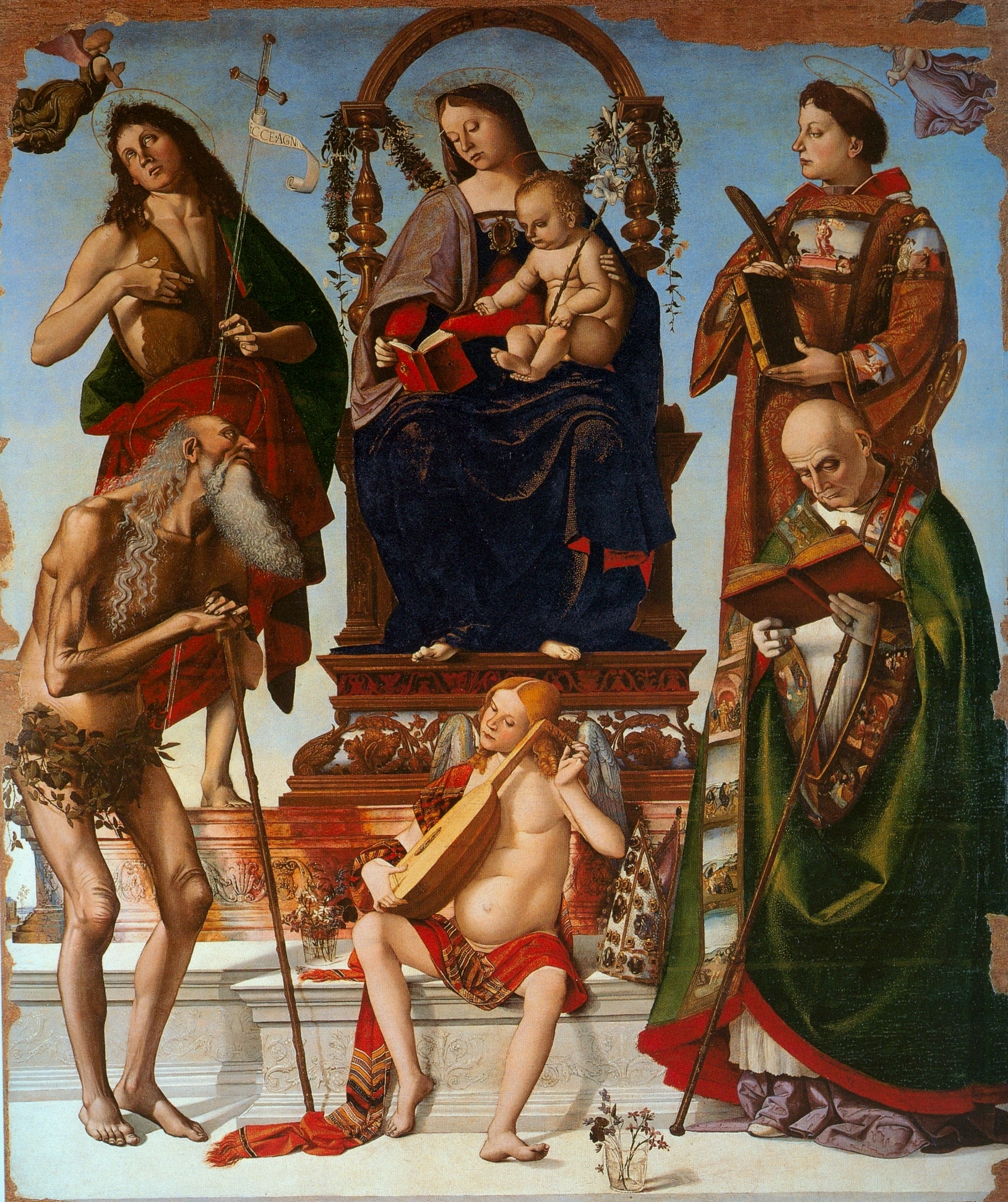
S. Onofrio - il vescovo J. Vagnucci

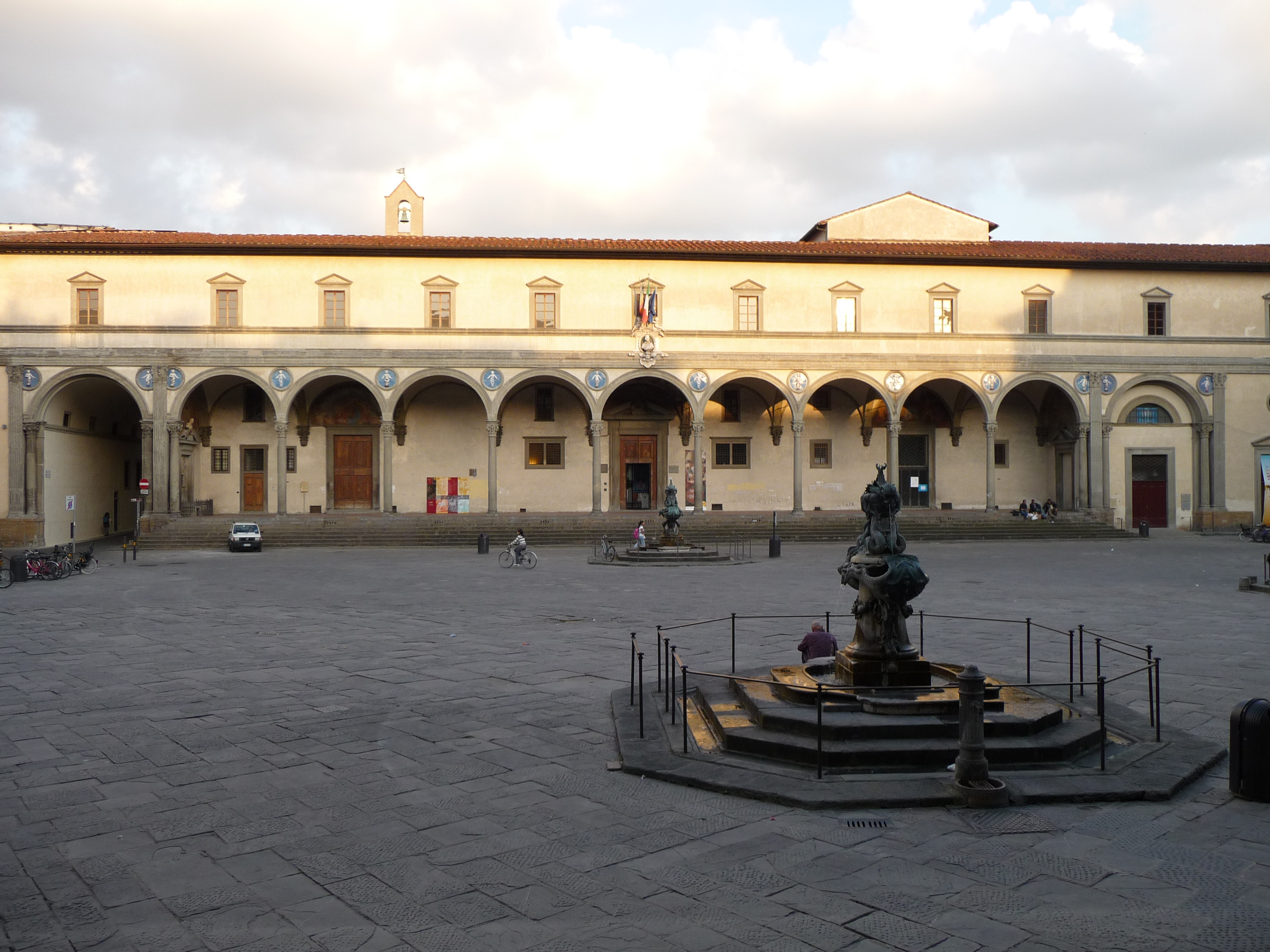
Firenze - Spedale degli Innocenti

Nella confinazione della Chiana effettuata nel 1445 da Cosimo il Vecchio per conto della Repubblica Fiorentina, la posta di Valiano risultò proprietà della famiglia Vagnucci di Cortona, insieme allo Spedale degli Innocenti, entrambi subentrati nella successione di Giovanni dei Pecora. Già il prelato Jacopo Vagnucci, cortonese di modeste origini, favorito nella carriere ecclesiastica dallo zio Niccolò, priore della Certosa di Firenze, era entrato nella stima del cardinale Tommaso Parentuccelli, futuro papa Niccolò V.

## Il feudo nobiliare di Petrignano

### Contea Vagnucci
Nel territorio del Trasimeno, già sotto Martino V, le poste del Chiugi, appaltate in precedenza da Braccio da Montone erano tornate sotto la giurisdizione dello Stato Pontificio e papa Niccolò V, nel 1453, dopo aver mutato la posta di Petrignano in feudo nobiliare pontificio, la concesse in enfiteusi al vescovo di Perugia Jacopo Vagnucci, promosso con grande onore, festa e trionfo, governatore di Bologna.

### Itinerario di religiosità
Con questa nuova concessione feudale i Vagnucci, già proprietari di molti beni in Valiano, divennero anche usufruttuari degli immobili petrignanesi riconducibili nel passato alla tragica vicenda di Margherita da Laviano, come già accennato. La diffusione del culto della venerata Margherita in auge in Cortona, era divenuto ormai da tempo un fenomeno di grande rilevanza popolare. Per la famiglia Vagnucci, di modeste origini, l'appropriarsi di quel mito ricompensava il canone enfiteutico e diventava motivo di prestigio e di accrescimento del consenso popolare. Con l'investitura feudale, i fratelli del Vescovo di Perugia, Pietro, Onofrio, Tommaso, e Bartolomeo Vagnucci ascesi nel rango nobiliare, provvidero al restauro della villa in località Palazzi, (tra Petrignano e Valiano), dove la tradizione popolare indicava la casa di villeggiatura di Margherita e Raniero ed ancor oggi, nella facciata della villa, si nota lo stemma della famiglia Vagnucci: un orso coronato che con la zampa stringe un ramo con tre rose. Nel 1488, al termine della enfiteusi Vagnucci, papa Innocenzo VIII concesse il feudo di Petrignano al priore cortonese Ranieri Petrella ed al suo fratello Pietro.  Verso la fine del secolo XV, nelle ville di Pozzuolo e Petrignano fecero la loro comparsa i Monaci Benedettini Olivetani che, già stanziati nel monastero di San Secondo dell'Isola Polvese fin dal 1482, si stabilirono anche nella terraferma, nei dintorni del Trasimeno. Nel 1495 la bolla di Alessandro VI affidò agli Olivetani la chiesa della Madonna del Giglio (oggi ridotta ad edicola sulla salita di Pozzuolo) e, nei pressi di Petrignano, la chiesa di Santa Maria dei Pini (demolita nel 1854) e la chiesa di Sant'Ansano. In quel periodo, i documenti conservati nell'archivio vescovile di Città della Pieve, riportano la relazione di un episodio miracoloso verificatosi nella campagna di Petrignano.

#### Il miracolo della Madonna dell'Acqua
Quel luogo divenne meta di continui pellegrinaggi e le cospicue offerte votive permisero la costruzione di una piccola chiesa e successivamente di un santuario intitolato a "Santa Maria dell'Acqua" o di "Spinalbeto" (demolito nel 1804).

### Contea Passerini

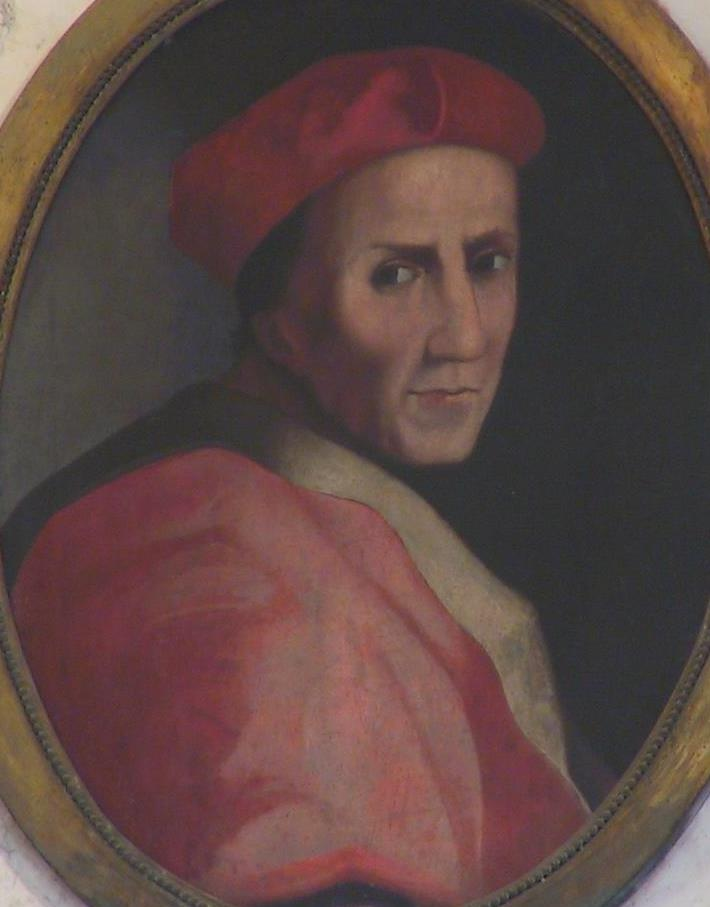
Il cardinale Silvio Passerini

Agli inizi del secolo XVI, faceva carriera ecclesiastica il cortonese Silvio Passerini, datario, scrittore e familiare del papa Leone X. Il Passerni, insieme ai suoi familiari, con bolla pontificia del 22 dicembre 1514, ottenne l'investitura del feudo nobiliare pontificio di Petrignano e, nel 1518, fu Legato pontificio in Umbria. Nel feudo petrignanese Valerio e Cosimo, fratelli del Passerini, si comportarono subito da estorsori, tanto che il comune di Perugia minacciò di mettere al bando il Legato con l'intera famiglia, se non avesse provveduto a riportare nel loro territorio il grano sottratto illegalmente dalle terre di Petrignano. Contro i soprusi dei feudatari, anche i coloni perpetui petrignanesi intentarono annose controversie che si protrassero nei secoli. I coloni, appellandosi alla consuetudine, contrastarono le pretese dei Passerini che reclamavano i diritti di fida e di pascolatico (diritti d'imposizione feudale gravanti sui parti di animali condotti a pascolo). Finalmente, in data 28 giugno 1737, i coloni petrignanesi riuscirono ad ottenere sentenza definitiva favorevole dal Tribunale della Sacra Rota.
Il possesso dei beni della posta di Petrignano venne recuperato dalla Reverenda Camera Apostolica. Le cospicue rendite del Benefici ecclesiastici godute dai familiari del cardinale Passerini, favorirono l'edificazione della "Villa Passerini" (località Stella), nei pressi di Petrignano.

### Contea Fieri-Fierli
Nel 1769, papa Clemente XIV, concesse in enfiteusi i beni feudali petrignanesi al nobile cortonese conte Tommaso Fieri-Fierli dietro il pagamento di un censo annuo di 200 scudi. I possedimenti petrignanesi appartenuti ai Monaci Olivetani del monastero dell'Isola Polvese passarono all'altro di Monte Morcino e successivamente, nel 1833, alla Congregazione Camaldolese. Quest'ultima, nel 1870, trasferì quei possedimenti già inglobati nella tenuta di San Mariano, alla nobile signora inglese Mary Sperling, al prezzo di Lire pontificie 300.000.

## La Comune (Petrignano- Borghetto)
Nel 1798, durante il periodo dell'occupazione francese dello Stato Pontificio, seguito dalla proclamazione della Repubblica Romana (1798-1799), la riforma amministrativa vigente istituì la Comune: Petrignano-Borghetto, inserita nella circoscrizione amministrativa del Cantone di Castiglione del Lago. Edile della Comune fu Andrea Giorni, coadiuvato da Giuseppe Banelli.

## Le Chiese
Nel territorio di Petrignano sono presenti 3 chiese. Oltre a quella centralissima di San Martino, vi è la più grande chiesa di Sant'Ansano,  una pieve eretta nella seconda metà del secolo XIV. All'interno si può trovare un'opera attribuita ai Della Robbia, maestri fiorentini delle maioliche, riproducente una Madonna col Bambino con intorno l'Eterno Padre che mostra il libro con l'inizio e la fine dei tempi, e le figure di sant'Antonio Abate e san Sebastiano.
A qualche km da Petrignano, in località Giorgi, zona Pentimento, si trova la cappella votiva del Pentimento, dedicata a santa Margherita da Laviano e realizzata sul luogo del suo pentimento spirituale, a seguito della morte dell'amato Arsenio avvenuta nel 1272 per mano dei briganti. La tradizione narra che il fedele cane abbia condotto Margherita a ritrovare le spoglie di Arsenio. Nello stesso luogo sorge la sacra e millenaria quercia detta del Pentimento.

### Chiesa di Sant'Ansano

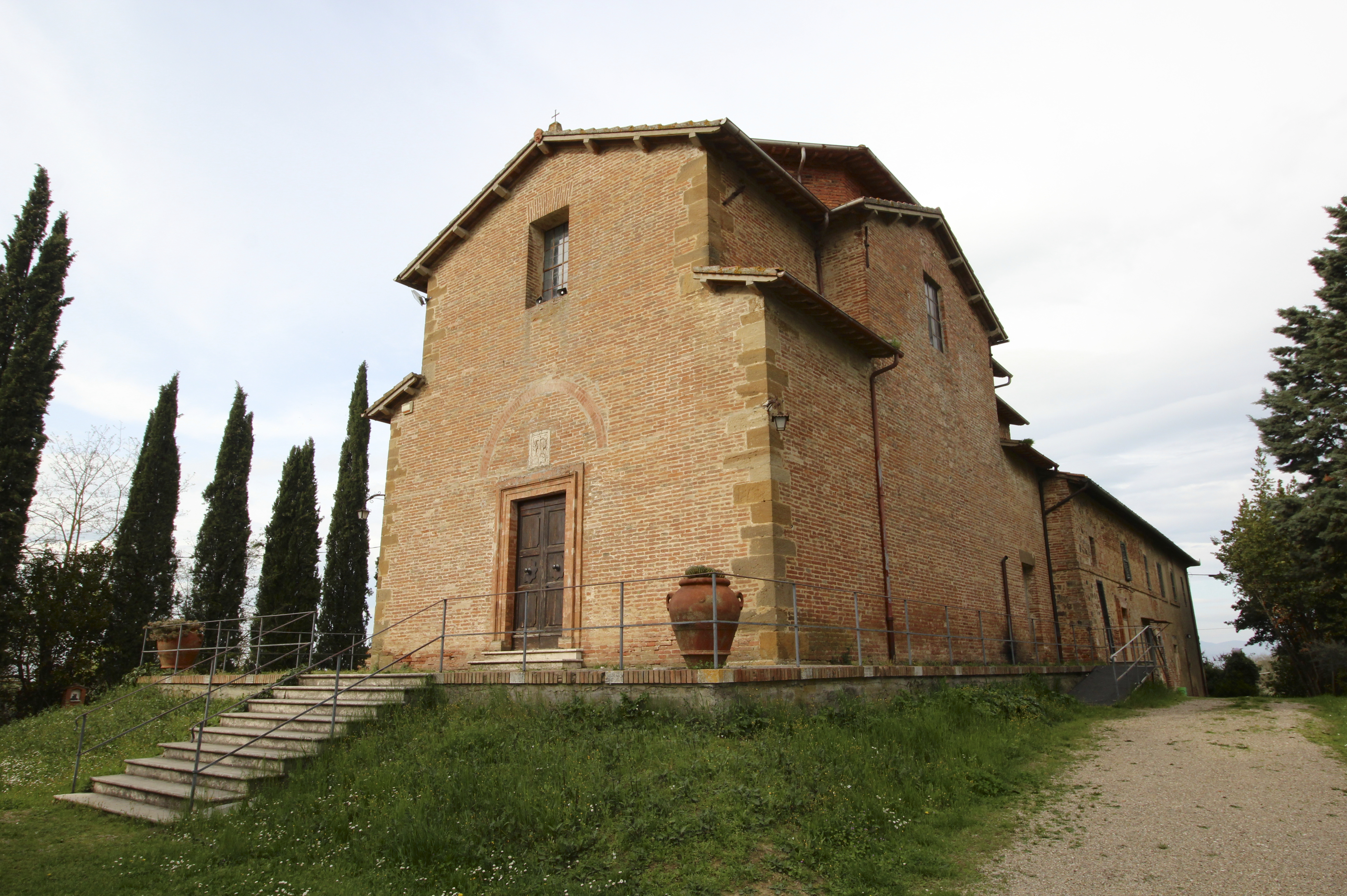
Chiesa di Sant'Ansano

Antica chiesa già presente nel Medioevo, dedicata a sant'Ansano martire. Nel 1495 fu assegnata ai monaci olivetani. Questa, minacciando di crollare (1796), fu ricostruita ex novo a spese dei Monaci Olivetani di Monte Morcino. La chiesa attuale si presenta a pianta di croce greca, con tetto a volta sormontato da una piccola cupola. Nell'interno sono presenti il fonte battesimale e due coretti. Nella parete terminale è stata murata la grande pala d'altare consistente nella ricomposizione di due maioliche provenienti dalle chiese Olivetane limitrofe, andate già in rovina nei tempi passati: "Madonna del Giglio" e "Santa Maria dei Pini", entrambe attribuite ad Andrea Della Robbia. La base della maiolica esterna presenta gli stemmi della Congregazione Olivetana, che delimitano una fascia azzurra nel cui centro figura Gesù Risorto, con alla destra la Madonna e san Benedetto, ed alla sinistra san Giovanni e san Mauro. Dalla base si innalzano i due pilastri policromi che sostengono il fregio con i rilievi di sei angeli. All'interno degli ornati, con bicromia bianco-blu, sono rappresentate le immagini di san Sebastiano, rassegnato al martirio, e Sant' Antonio Abate, in atteggiamento ieratico. Al centro della pala è stata inserita l'altra maiolica robbiana proveniente dalla chiesa del Giglio: riproduce la rappresentazione dell'Eterno Padre che sovrasta la nicchia ospitante la Madonna col Bambino. Al disotto della nicchia è visibile la scena del miracolo della Madonna dell'Acqua: «la Madonna con in mano la corona del Rosario rassicura la donna meravigliata dall'apparizione mentre è intenta al lavoro con fuso e conocchia ». Sullo sfondo della scena appare la campagna attraversata da un ruscello, da dove sgorga l'acqua, con intorno animali maculati.

### Chiesa di San Martino
Situata nel centro di Petrignano, l'attuale chiesa di San Martino custodiscce l'iconografia di Martino (Olio su tela, 245x180) nelle vesti di un cavaliere del sec. XVII che, attraversando la campagna durante la stagione autunnale, con un colpo di spada taglia il mantello rosso per ricoprire il povero infreddolito mentre la luce, che attraverso le nubi, illumina la testa del cavallo e lascia intravedere il ritorno del sole: l'Estate di san Martino. L'opera, di autore anonimo, evidenzia segni particolari che fanno presumere il motivo della committenza ed il periodo della sua realizzazione.  In basso, sul margine sinistro del quadro, l'arme del duca di Fulvio II di Castiglione del Lago, si unisce con l'altro della famiglia Vagnucci. Nell'immagine del nuovo stemma ideato dall'autore del quadro, la corona ducale viene a sovrastare l'orso dei Vagnucci, contornato da otto punte rosse della croce dell'Ordine dei cavalieri di Santo Stefano.  Proprio nel 1634, Francesca della Corgna, figlia del duca Fulvio II, andò in sposa ad Onofrio, figlio di Candido Vagnucci, già cavaliere di Santo Stefano. A Petrignano i coniugi Vagnucci-Corgna possedevano un palazzotto vicino all'Oratorio di San Martino e, trovandosi in contrasto con i legittimi feudatari Passerini, intendevano riprendersi il feudo nobile avito ma, la sconfitta riportata dal duca Fulvio II (1643) durante la guerra di Castro, rese impossibile l'attuazione del loro progetto. L'opera rimase collocata nell'Oratorio petrignanese, successivamente trasformato nella chiesa dedicata a san Martino. Lo studio approfondito sulla circostanza della committenza rende possibile il tentativo di ricerca dell'autore dell'opera. Le cronache del periodo (1635) attestano la presenza del pittore romano Gaspard Dughet, (cognato ed allievo del Poussin), ospite di Fabio della Corgna, a lungo dimorante presso la corte ducale castiglionese.

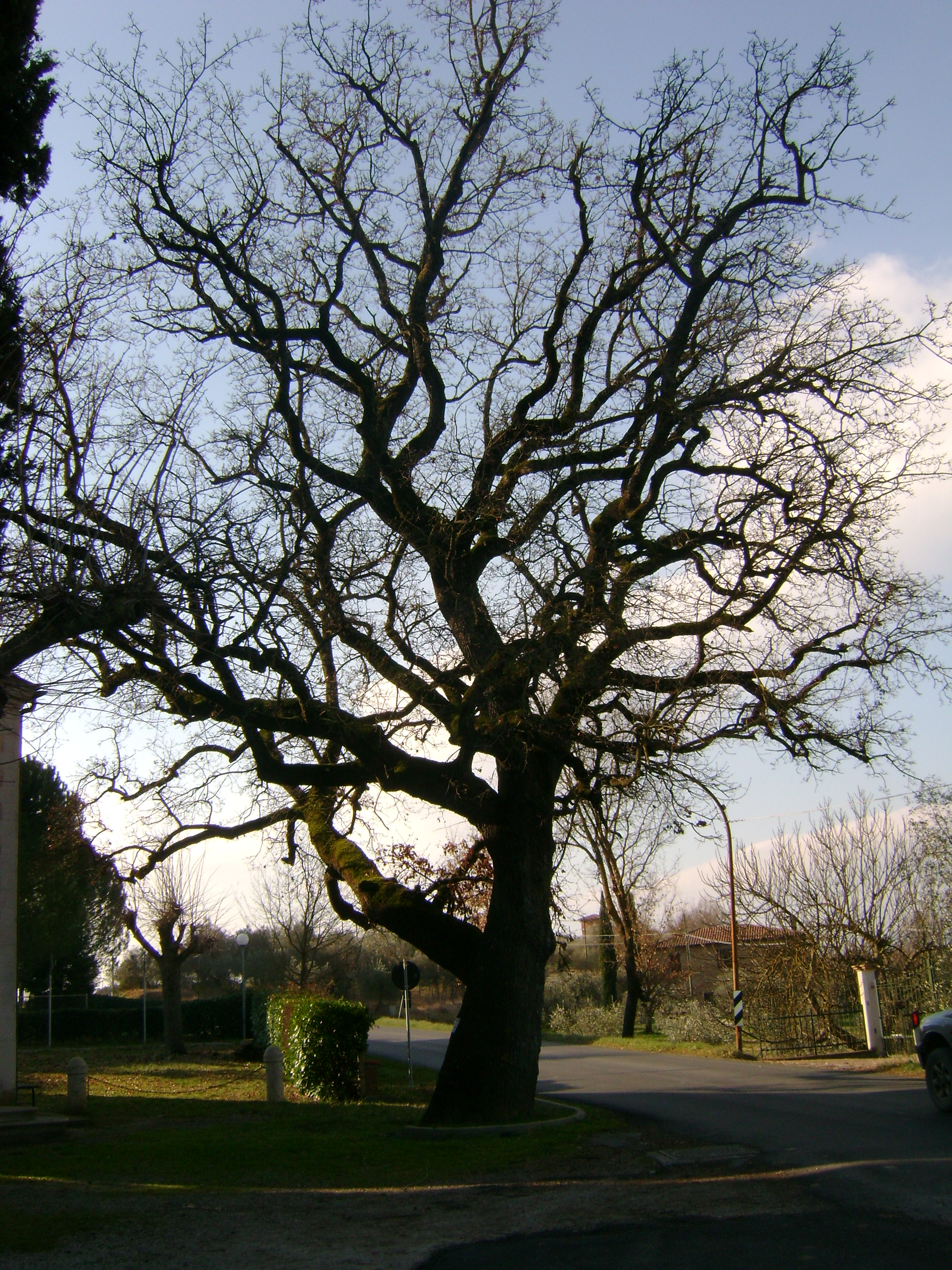
La quercia del Pentimento

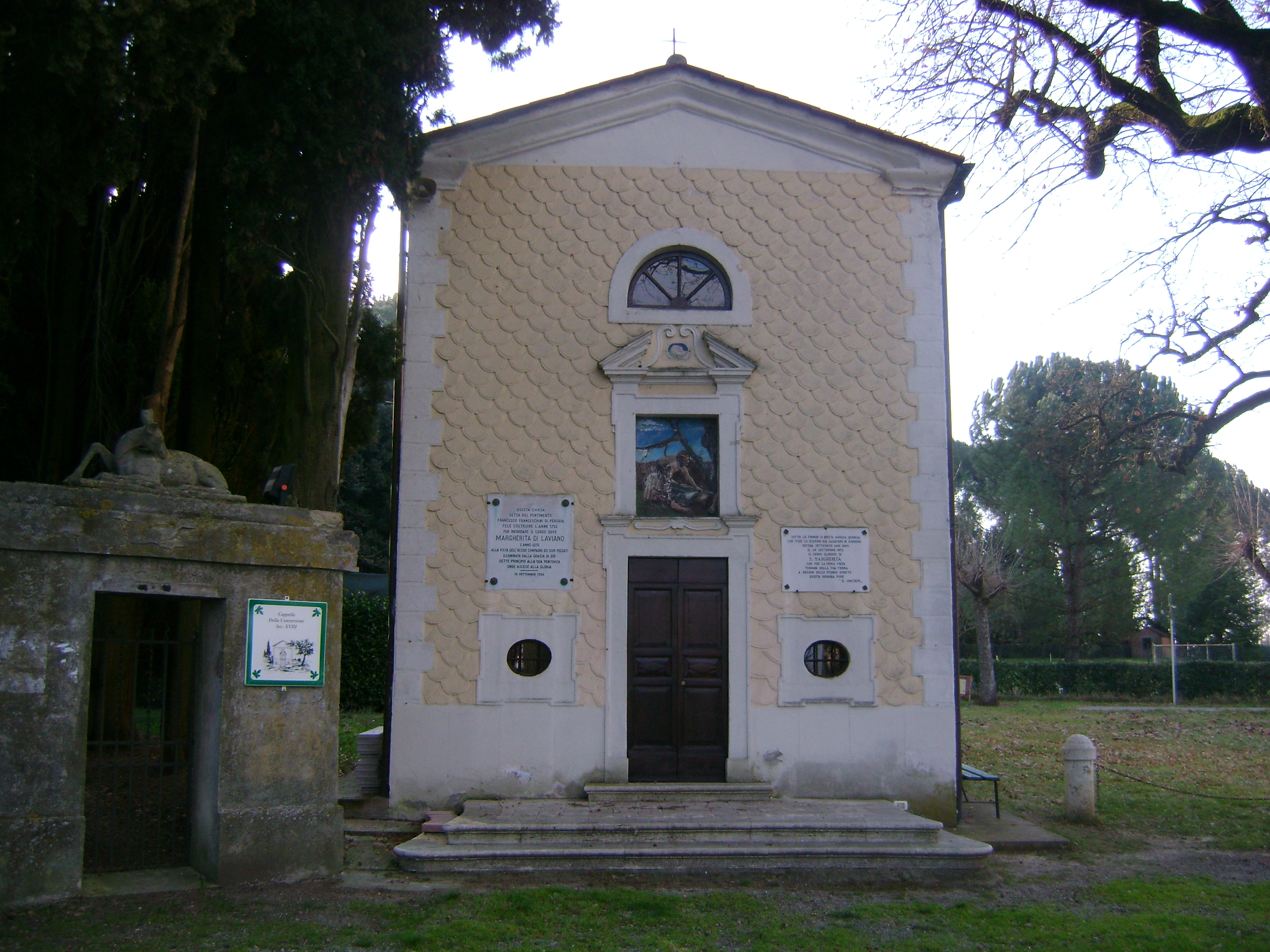
La chiesetta di S.Margherita da Cortona

### Cappella di Santa Margherita
La cappella dedicata a santa Margherita, al confine degli abitati di Pozzuolo e Petrignano, fu edificata nella metà del secolo XVIII dal nobile peruggino Francesco Franceschini, a seguito della canonizzazione della venerata Margherita. L'edificio si trova a fianco di una quercia secolare, detta del «Pentimento», che l'agiografia margheritiana della Legenda indica come il luogo dove Margherita, accompagnata dal suo cane, sub indicio canis , (bolla di Benedetto XII, 16 maggio 1728), avrebbe ritrovato il cadavere del suo sposo. Ciò attesta la popolarità di cui sempre godette la santa nelle campagne del Trasimeno.

## Economia e manifestazioni
In località Giorgi, nei primi giorni di settembre, nello spazio retrostante la chiesa di Santa Margherita, si svolge per tre serate la festa dedicata alla santa di Laviano.

### Fonti primarie
- Remo Serafini, Castiglione del Lago e Paciano, Ed. Grifo Montepulciano, 1989
- Leopoldo Boscherini, Margherita la Santa: da Laviano a Cortona. Il suo tempo, la sua storia, Calosci Editore, 1995, ISBN 88-7785-105-8

### Fonti storiografiche
- Alberto Della Cella, Cortona Antica, Ed. LU.NO. Cortona, pagg. 315,1979.
- Giovan Battista del Corto,  Storia della Val di Chiana, Ed. A. Forni, pagg. 439. Bologna, 1985.
- Remo Serafini, Storia di Vaiano,  Ed. Porziuncola, pagg. 310. Assisi, 1985
- Luciano Festuccia,Castiglione del Lago, Ed. Cornicchia, pagg.81,Perugia, 1985.
- Girolamo Mancini, Cortona nel Medio Evo, Ed. L'Etruria, pagg. 396, Cortona, 1992.
- Simonetta Pagnotti, Margherita, Ed. Paoline, pagg. 139, Milano, 1993, ISBN 88-315-0846-6
- Massimo Borgogni, La guerra tra Siena e Perugia, Ed. Cantagalli, pagg. 2003, Siena, ISBN 88-8272-152-3.

### Atti
Claudio Regni,Braccio da Montone,Atti del Conv. Inte/le. Studi,, Narni, 1993.